# Futbolniy Klub Stal
Stal Alchevsk é um time profissional de futebol da Ucrânia, participante da primeira liga. "Stal" tranduzido do eslavo significa "aço".